# Курбаналиев, Магомед Магомедович
Магомед Магомедович Курбаналиев (род. 6 августа 1992, Бежта, Дагестанская ССР) — российский борец вольного стиля, чемпион и призёр чемпионатов России, двукратный чемпион Европы, Заслуженный мастер спорта России. Чемпион мира.

## Карьера
Родился в ауле Бежта. По национальности - аварец. Борьбой занимается с 10-летнего возраста.
- Чемпионат России по вольной борьбе 2013 года — ;
- Чемпионат России по вольной борьбе 2014 года — ;
- Чемпионат России по вольной борьбе 2015 года — ;
- Чемпионат России по вольной борьбе 2018 года — ;
- Чемпионат России по вольной борьбе 2019 года — ;
- Чемпионат мира среди юниоров 2012 года — ;
- Мемориал «Дейв Шульц» 2013 года — ;
- Гран-при "Иван Ярыгин" 2014 года — ;
- «Голден Гран-при» 2015 года — ;
- «Голден Гран-при» 2016 года — .
- Международный турнир «Аланы» 2017 года — .
- Гран-при "Иван Ярыгин" 2018 года — .